# Aschide
Die Aschide (chin. 阿史德 – in der Fachliteratur auch häufig Ashide oder A-shi-de; Eigenbezeichnung in den Inschriften von Talas und Orchon: türk bzw. Pl. türküt) waren einer der zwei dominierenden Herrscher-Clans der Köktürken. Die Clanmitglieder der Aschide legitimierten ihren Herrschaftsanspruch durch den Khagan-Titel. Durch Anheiratung waren sie auch mit dem Clan der Aschina verwandt. Beide Clans bestanden sowohl aus türkischsprechenden Stämmen der Tiele, Jiegasi, Tujishi and Geluolu als auch nicht-türkischen Stämmen der Rouran, Qidan und Xi. Die Führer der Ashide leiteten den bewaffneten Aufstand der Türküt (679–682) gegen die Tang-Dynastie ein. Die Religion der Türküt „ähnelte der der früheren Hunnen“. Der Kagan der Türk stammte immer aus der Familie von Aschina, die Gattin – dem Katun – aus der Familie von Aschide.

## Transliteration der Stämme A-shi-de und A-shi-na
Die Namen der beiden köktürkischen Herrscher-Clans A-shi-na und A-shi-de deuten auf einen semantischen Aspekt der chinesischen Schreibweise hin, wonach jede Silbe eine entsprechende logographische Bedeutung hat.

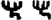
Tamga der Aschide

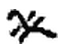
Tamga der Aschina

Die semantischen Entsprechungen für A-shi-de (阿史德):
1. 阿 (A-) = Präfix für die "Stammeszugehörigkeit",
2. 史 (shi-) = "historisch, alt",
3. 德 (-de) = "Segen und Glück".

Die transliterierte Übersetzung aus dem Chinesischen lautet: "Ehrwürdiger alter Volksstamm des Segens und Glücks". In alttürkischer Sprache entspricht dies *er bаja kut. Alttürkische Überlieferungen aus den Inschriften des Talas-Tal geben Auskunft über den Familien-Clan Kutluğ:
- Qutluγ(a) oγulan ïn ulatïq ("Auferweckung eines Sohnes [vom Stamm] Kutluğ"); und Qutluγ özünčü esiz özüge ("Kutluğ hat [seinen Stamm] ohne Häuptling hinterlassen") – (Talas-Inschrift IX). Kutluğ war der dominierende Familien-Name des Ashide-Stammes (Türk bzw. Pl. Türküt).

Die semantischen Entsprechungen für A-shi-na (阿史那):
1. 阿 (A-) = Präfix für die "Stammeszugehörigkeit",
2. 史 (shi-) = "historisch, alt",
3. 那 (-na) = "Weite; höchste Instanz" und Superlativ.

Die transliterierte Übersetzung aus dem Chinesischen lautet: "Ehrwürdiger alter Volksstamm der großen Weite/des Höchsten". In alttürkischer Sprache entspricht dies *er bаja ēŋ (ïŋ).
Auch hier geben alttürkische Überlieferungen aus den Inschriften des Talas-Tals Auskunft über den Familien-Clan Ünal/Ïnal:
- Qïl γlïγ Ïnal umduq(a) ökünčülüg ("Wir wünschten Ïnal sehr viel Leid") – (Talas-Inschrift VIII); und Ïnal(a) аγuš atïsï(a) ("Enkel des Ïnal-Clans.") – (Talas-Inschrift X). Ünal/Ïnal war der dominierende Familien-Name des Ashina-Stammes (Türk bzw. Pl. Türküt).

Die Namen der dominierenden Clans "Aschina" und "Aschide" werden somit in die alttürkische Sprache als "Ünal" und "Kutluğ" übersetzt. Es ist daher sehr wahrscheinlich, dass beide Familien-Clans ursprünglich ein gemeinsames dual-endogamisches System bildeten, welches unter den türkischen und mongolischen Völkern weite Verbreitung fand.